# Ruppellia nigrescens
Ruppellia nigrescens är en tvåvingeart som först beskrevs av Becker 1913.  Ruppellia nigrescens ingår i släktet Ruppellia och familjen stilettflugor. Inga underarter finns listade i Catalogue of Life.